# Centro Cultural Portugués
El Centro Cultural Português es una asociación de inmigrantes portugueses ubicada en la ciudad de Santos, São Paulo, Brasil. Fue creado en 2010 a partir de la fusión entre el Centro Português de Santos (fundado en 1895) y la Sociedade União Portuguesa (fundada en 1928).

## Centro Portugués de Santos

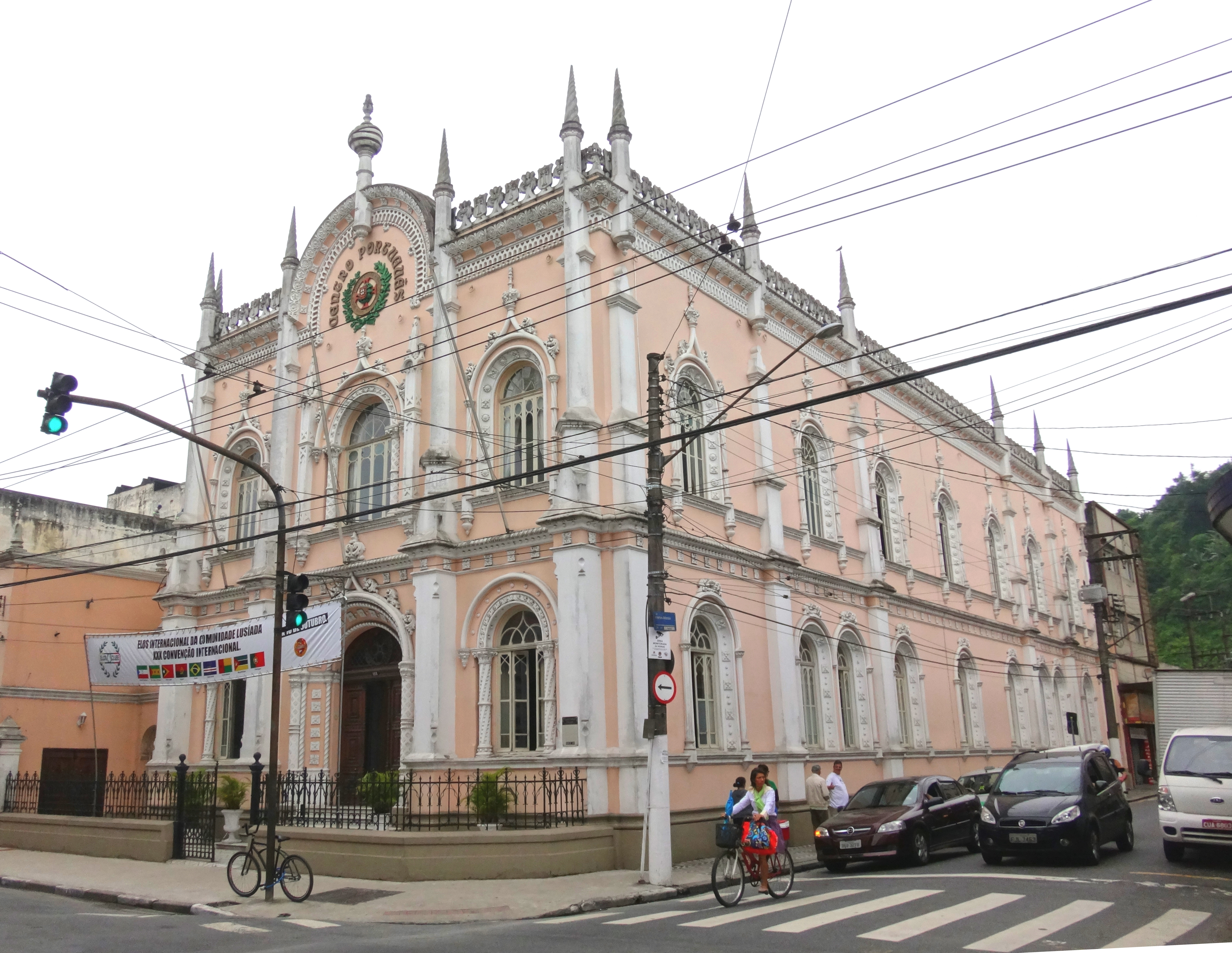
Edificio sede de estilo neomanuelino, en la calle Amador Bueno.

La asociación fue fundada, con el nombre de Real Centro Português, el 1 de diciembre de 1895, en una ceremonia celebrada en el Teatro Guarany. Su objetivo era proporcionar actividades educativas, literarias, recreativas y sociales a los inmigrantes portugueses de la ciudad.
La sede del centro se construyó entre 1898 y 1901 bajo el diseño de los ingenieros portugueses Ernesto Maia y João Esteves Ribeiro da Silva, quienes diseñaron el edificio en Portugal. El estilo elegido fue el neomanuelino, que recrea la arquitectura vigente en Portugal en la Era de los Descubrimientos y se evidencia en la decoración exterior del edificio en ventanas y portales, además de la meseta decorada de la cornisa. En el interior, hay una sala noble, con pinturas de temática camonia inspirada en Los lusiadas del pintor español A. Fernández.